# Coracina caesia
El oruguero gris (Coracina caesia) es una especie de ave en la familia Campephagidae.

## Distribución y hábitat
Se lo encuentra en Burundi, Camerún, República Democrática del Congo, Guinea Ecuatorial, Etiopía, Kenia, Malawi, Mozambique, Nigeria, Ruanda, Sudáfrica, Sudán del Sur, Suazilandia, Tanzania, Uganda, y Zimbabue.
Sus hábitats naturales son los bosques bajos húmedos subtropicales o tropicales, los bosques montanos húmedos subtropicales o tropicales, y las zonas arbustivas secas subtropicales o tropicales.